# Coppa dell'Europa Centrale 1932
La Coppa dell'Europa Centrale 1932 fu la sesta edizione della Coppa dell'Europa Centrale. Il Bologna venne proclamato vincitore, senza dover disputare la finale, in seguito alla squalifica delle due squadre dell'altra semifinale: Juventus e Slavia Praga, un unicum nella storia del calcio europeo. Capocannoniere con 5 gol fu Renato Cesarini della succitata Juventus.
La formula fu invariata rispetto a quella dell'annata precedente, prevedendo la partecipazione di due squadre cadauno provenienti da Austria, Cecoslovacchia, Ungheria e Italia.
L'Austria riserva un posto per i vincitori della Coppa Nazionale.

## Partecipanti
| Nazione                   | Squadre                    | Campionato                                                                                     |
| ------------------------- | -------------------------- | ---------------------------------------------------------------------------------------------- |
| Austria (bandiera)        | Admira Vienna First Vienna | Campione d'Austria 1931-32 e vincitrice Coppa d'Austria 1931-32 Vicecampione d'Austria 1931-32 |
| Cecoslovacchia (bandiera) | Sparta Slavia Praga        | Campione di Cecoslovacchia 1931-32 Vicecampione di Cecoslovacchia 1931-32                      |
| Ungheria (bandiera)       | Ferencváros Újpesti        | Campione d'Ungheria 1931-32 Vicecampione d'Ungheria 1931-32                                    |
| Italia (bandiera)         | Juventus Bologna           | Campione d'Italia 1931-32 Vicecampione d'Italia 1931-32                                        |

## Torneo

### Quarti di finale
| Squadra 1    | Totale | Squadra 2     | Andata | Ritorno |
| ------------ | ------ | ------------- | ------ | ------- |
| Slavia Praga | 3 - 1  | Admira Vienna | 3 - 0  | 0 - 1   |
| Bologna      | 5 - 3  | Sparta        | 5 - 0  | 0 - 3   |
| Juventus     | 7 - 3  | Ferencváros   | 4 - 0  | 3 - 3   |
| First Vienna | 6 - 4  | Újpesti       | 5 - 3  | 1 - 1   |

#### Andata
| Arbitro: | Adolf Miesz |

|                                                    |           |  |
| Reguzzoni 2’ Maini 16’, 20’ Schiavio 43’ Baldi 68’ | Marcatori |  |

| Arbitro: | Frigyes Klug |

|                              |           |  |
| Svoboda 32’, 77’ Kopecký 72’ | Marcatori |  |

| Arbitro: | Camillo Caironi |

|                                                    |           |                          |
| Schönwetter 11’, 30’, 90’ Adelbrecht 60’ Tögel 83’ | Marcatori | 14’, 18’ Jávor 35’ Szabó |

| Arbitro: | Frantisek Cejnar |

|                                            |           |  |
| Orsi 14’ Cesarini 44’, 56’ Sernagiotto 59’ | Marcatori |  |

#### Ritorno
| Arbitro: | Rinaldo Barlassina |

|          |           |  |
| Vogl 63’ | Marcatori |  |

| Arbitro: | Eugen Braun |

|                                                   |           |  |
| Nejedly 33’ (rig.) Donati 34’ (aut.) Podrazil 62’ | Marcatori |  |

| Arbitro: | Bohumil Ženišek |

|          |           |                 |
| Avar 37’ | Marcatori | 40’ Brosenbauer |

| Arbitro: | Eugen Braun |

|                                           |           |                            |
| Sárosi 15’ (rig.), 18’ (rig.), 84’ (rig.) | Marcatori | 25’ Orsi 30’, 65’ Cesarini |

### Semifinali
| Squadra 1    | Totale    | Squadra 2    | Andata | Ritorno      |
| ------------ | --------- | ------------ | ------ | ------------ |
| Bologna      | 2 - 1     | First Vienna | 2 - 0  | 0 - 1        |
| Slavia Praga | Annullata | Juventus     | 4 - 0  | 0 - 2 (Sosp) |

#### Andata
| Arbitro: | Eugen Braun |

|                                                 |           |  |
| Kopecký 24’ Svoboda 29’, 36’ Fiala 90+1’ (rig.) | Marcatori |  |

| Arbitro: | Frantisek Cejnar |

|                       |           |  |
| Maini 63’ Sansone 89’ | Marcatori |  |

#### Ritorno
| Arbitro: | Adolf Miesz |

|                              |           |  |
| Cesarini 15’ Orsi 41’ (rig.) | Marcatori |  |

| Arbitro: | René Mercet |

|                 |           |  |
| Schönwetter 15’ | Marcatori |  |

### Finale
| Squadra 1 | Totale | Squadra 2 | Andata | Ritorno |
| --------- | ------ | --------- | ------ | ------- |
| Bologna   |        |           |        |         |

## Classifica marcatori
|  | Gol | Marcatore         | Squadra      |
|  | --- | ----------------- | ------------ |
|  | 5   | Renato Cesarini   | Juventus     |
|  | 4   | Franz Schönwetter | First Vienna |
|  | 3   | György Sárosi     | Ferencváros  |
|  | 3   | Vlastimil Kopecký | Slavia Praga |
|  | 3   | Bruno Maini       | Bologna      |
|  | 3   | Raimundo Orsi     | Juventus     |
|  | 3   | František Svoboda | Slavia Praga |
|  |     |                   |              |